# Gáň
Gáň je obec na Slovensku, v okrese Galanta v Trnavském kraji. Žije v ní 870 obyvatel.

## Historie
Oblast byla osídlena od neolitu přes starší a mladší dobu bronzovou až po stěhování národů (5. století). První písemná zmínka o Gáni se zachovala v listině z roku 1113, kdy vesnice byla majetkem zoborského kláštera. Důležitým mezníkem pro vývoj obce byl 1. listopad 1881, kdy byl zahájen provoz na železniční trati Galanta–Sereď. Železnice poskytla v následujících desetiletích mnoha obyvatelům Gáně živobytí. V roce 1957 byly sloučeny obce Gáň a Brakoň a byla vytvořena společná obec Brakoňská Gáň. Od roku 1960 se používá pro obec název Gáň.

### Brakoň
První písemná zmínka o vsi je z roku 1113, kdy byla uváděna jako Barakun, později Brakoň (1808); maďarsky Barakony. V roce 1828 měla devatenáct domů a 144 obyvatel, kteří se zabývali zemědělstvím.

## Pamětihodnosti
V obci se nachází římskokatolický kostel Svaté rodiny (původně sv. Ondřeje) z 12. století. K raně románské stavbě byla později přistavěna sakristie. Stavba, která byla v 17. století zpustlá a opuštěná, prošla v následujícím století rekonstrukcí v barokním stylu, ale původní románský vzhled zůstal do jisté míry zachován.

## Osobnosti
- Vladimír Filo (1940–2015), biskup rožňavské římskokatolické diecéze